# The Veronicas
The Veronicas es un dúo australiano de pop rock y rock electrónico formado por las gemelas Lisa Marie y Jessica Louise Origliasso, de ascendencia italiana, que nacieron el 25 de diciembre de 1984. Además de incursionar en la música, las gemelas tienen una línea de ropa. El 17 de octubre de 2005, el dúo lanzó su primer álbum de estudio titulado The Secret Life Of..., el cual alcanzó la segunda posición en Australia. El disco fue certificado con cuatro discos platino, y de él se publicaron cinco sencillos, de los cuales tres lograron llegar al top 10 en Australia.
En 2007, publicaron su segundo álbum de estudio, Hook Me Up, el cual alcanzó la segunda posición en Australia y fue certificado doble platino en dicho país.

## Carrera musical

### Inicios
En 2004, Lisa Origliasso y Jessica Origliasso firmaron un contrato de producción exclusiva con Engine Room, para la elaboración de su primer demo, al año siguiente, escribieron alrededor de cincuenta canciones, con ayuda de algunos compositores de prestigio.Por esto, ambas fueron invitadas a trabajar con Billy Steinberg, Clif Magness y Rick Nowels. Inmediatamente empezaron en Los Ángeles su debut discográfico, utilizando un equipo de primera división productores que incluyen, entre otros, a Max Martin, Don Gilmore, Dr. Luke y Toby Gad.
Luego se reunieron con el sello Warner Bros Records/Sire América en los Estados Unidos. Seymour Stein y los altos ejecutivos del sello reconocieron que Bell había hecho un gran descubrimiento y rápidamente firmaron un contrato con The Veronicas por dos millones de dólares.

#### Nombre del grupo
El nombre está inspirado en el personaje de Veronica Lodge (conocida en los países hispanoparlantes como Verónica del Valle) de las tiras cómicas de Archie. Cuando Archie Comics supo de la existencia del dúo, las demandaron por infracción de una copyright. Al final, llegaron a un acuerdo promocional, en el que ambas partes resultarían beneficiadas. El grupo obtuvo una prominente aparición en el cómic de su homónima Verónica, mientras tanto, Archie Comics multiplicó sus ventas y la publicación (#167) contenía una tarjeta de colección que incluía un código para descargar 4ever en formato MP3.
Pocos meses después, en la publicación #100 de "Archie y sus amigos", The Archies conocen a The Veronicas. El grupo también aparece en la siguiente edición (#101), junto a Archie, quien - según la historieta - es su más grande admirador.

### 2005-2007:The Secret Life Of...y debut en Estados Unidos
The Veronicas se presentaron en 2005 NRL Grand Final, días antes del lanzamiento de su álbum debut, titulado The Secret Life Of.... El disco fue lanzado el 17 de octubre de 2005, y debutó en la séptima posición en Australia. Tiempo después, el álbum llegó al segundo puesto y fue certificado con cuatro discos platinos. Para la promoción del disco, se lanzaron cinco sencillos en Australia: «4ever», «Everything I'm Not», «When It All Falls Apart», «Revolution» y «Leave Me Alone».
The Secret Life Of... recibió el premio a «mejor lanzamiento pop» de los premios ARIA Awards en el año 2006.Esa noche interpretaron «Everything I'm Not». El disco fue lanzado el 14 de febrero de 2006 en Estados Unidos, donde llegó al puesto número 133 del conteo Billboard 200 y al número tres en la lista Top Heatseekers Albums. Otros lanzamientos en Estados Unidos del dúo fueron los EP Sessions@AOL y The Veronicas: Mtv.com Live EP. Este último incluía canciones interpretadas por el dúo, incluyendo una nueva pista titulada «Stay».
Lisa y Jessica han participado en el lanzamiento de líneas de ropa de Calvin Klein y de la compañía de productos para el cabello nu:nu. El 1 de diciembre de ese mismo año, el dúo lanzó su primer álbum en DVD, Exposed... The Secret Life of The Veronicas. El DVD, que obtuvo una buena recepción en Australia, alcanzó el número tres de la lista de álbumes en videos más vendidos en dicho país y logró la certificación de doble disco platino. Las chicas aparecieron en el episodio The Suite Life Goes Hollywood de la serie de Disney Channel The Suite Life of Zack & Cody en el año 2007.

### Hook Me Upy fama mundial
Las grabaciones para el segundo álbum de estudio del dúo, Hook Me Up, empezaron a principios del 2007, en Los Ángeles, California, con productores como Toby Gad, Billy Steinberg y John Feldmann. Hook Me Up fue lanzado el 1 de octubre de 2007,, y vendió 9 531 copias en su primera semana, por lo que debutó en la segunda posición del conteo Australian Albums Chart. Además, alcanzó la octava posición en Nueva Zelanda y otras apariciones en países como Reino Unido y Suiza.En los Estados Unidos, el álbum estuvo en la lista de Billboard Top Heatseekers Albums y alcanzó el número uno. El primer sencillo, «Hook Me Up», alcanzó la posición número uno en Australia, logrando ser certificado disco platino por más de 70.000 copias vendidas en dicho país. El segundo sencillo, «Untouched», se convirtió en un éxito internacional, alcanzó el número uno en Irlanda, y logró entrar al repertorio de los diez sencillos más vendidos en Australia, Nueva Zelanda y el Reino Unido; además de alcanzar la posición diecisiete en el conteo Billboard Hot 100 de Estados Unidos. Del disco también se lanzaron otros sencillos como «This Love» y «Take Me on the Floor». El primero, logró llegar a la posición diez y catorce en Australia y Nueva Zelanda, y fue certificado disco de oro en Australia, mientras que el segundo, alcanzó la séptima posición en Australia, la posición veintinueve en Nueva Zelanda, la posición cincuenta y cuatro en Canadá y la número ochenta y uno en la lista Billboard Hot 100 de Estados Unidos, siendo certificado disco de oro en Australia por vender más de 35.000 copias en dicho país.

### 2010-presente: Tercer álbum de estudio y otros trabajos musicales
El dúo empezó a escribir y a grabar su tercer álbum de estudio entre diciembre de 2009 y enero de 2010. Las influencias del disco son de la música clásica, rock clásico y el pop, y será su primer trabajo lanzado después de tres años. Jessica Origliasso dijo que está inspirado en bandas como The Subways, The Dead Weather, Mazzy Star, Ladytron y Peaches. Ambas lo han definido como «[...] un poco diferente [a comparación de] los dos últimos discos» y «[...] un álbum pop [con] diferentes tonos». Las gemelas colaboraron con Michael Paynter en el tema «Love the Fall», perteneciente al EP homónimo. La canción alcanzó la posición diecinueve en Australia. En febrero de 2011 revelaron que habían colaborado en el nuevo disco de Cherie Currie. Asimismo, grabaron una versión de la canción «Grown-Up Christmas List», de la cantante Amy Grant, para el recopilatorio navideño The Spirit of Christmas 2010. Lisa comenzó una nueva banda llamada Dead Cool Dropouts, junto a su amigo Tyler Bryant. Hay rumores de que los dos están saliendo juntos. En una entrevista con Sunrise, Lisa y Jess anunciaron que el primer sencillo del nuevo disco sería lanzado a finales de 2011, y que el disco sería publicado a principios de 2012. En febrero de 2012, dijeron que se estrenaría «muy pronto». The Veronicas han interpretado algunas nuevas canciones del nuevo disco en algunos conciertos durante los últimos dos años, las que son: «Dead Cool», «Cold», «Heart like a Boat», «Baby I'm Ready» y «Let Me Out». Antes de finalizar el 2013, por medio de las redes sociales, anunciaron que ya habían cancelado su contrato con Warner, ya que no recibían apoyo y la fecha de lanzamiento de su disco era atrasada constantemente. Jessica anunció en Twitter que sacarían un sencillo en febrero del 2014.

## Discografía
| Álbumes de estudio - 2005: The Secret Life Of... - 2007: Hook Me Up - 2014: The Veronicas - 2021: Godzilla - 2021: Human - 2024: Gothic Summer Álbumes en DVD, EP y otros - Exposed... The Secret Life of The Veronicas - Sessions@AOL - The Veronicas: Mtv.com Live EP - Revenge Is Sweeter tour Video - Untouched:Lost Tracks - Complete | Sencillos - «On Your Side (producido por Ruby Rose)» - «4ever» - «Everything I'm Not» - «When It All Falls Apart» - «Revolution» - «Leave Me Alone» - «Hook Me Up» - «Untouched» - «This Love» - «Take Me on the Floor» - «Popular» - «Lolita» - «You Ruin Me» |